# Turó de l'Ermità
El Turó de l'Ermità és una muntanya de 595 metres que es troba al municipi de Marganell, a la comarca catalana del Bages.
Aquest cim està inclòs al llistat dels 100 cims de la FEEC